# 人人 (刊物)
《人人》為台灣1920年代發行的文學刊物，共只發行1925年3月創刊號，與1925年4月號。人人雜誌雖僅發行兩期，但卻是台灣新文學運動興起的首部刊物，也是台灣使用白話文書寫的第一份正式文學雜誌。
《人人》雜誌之取名人人，是表示該文學刊物入世大眾化的出版導向，創辦人則為楊雲萍與江夢筆。以抒情詩為主的刊物，因為市場反應不良及質量平平，隨即宣告停刊。該刊物持續時間雖短，但仍顯示1920年代台灣本土作家勇於嘗試白話文創作的企圖心。
是因江夢筆投河自盡而停刊，而並非質量關係

## 原件收藏
到2011年10月10日為止，已知原件收藏在國立台灣大學圖書館。

## 復刻情況
到2011年10月10日為止，已知的有：
- 台北市東方文化書局在1981年復刻《人人》雜誌，國立台中圖書館、國立台北藝術大學、國立台灣大學、國立成功大學等圖書館均有收藏。

## 相關研究

### 博碩士論文
使用「台灣博碩士論文知識加值系統」查詢，到2011年10月3日為止，還沒有一本博碩士論文，以這種雜誌作為主要的研究對象，不過有一本論文觸及該雜誌。該論文是在談論台灣日治時期外來思潮的譯介，論文是以那些主要發行在台灣本島或是以台灣人為活動主體的11種文學雜誌作為檢視的對象，而《人人》是其中一種。
- 鄧慧恩，〈日據時期外來思潮的譯介研究：以賴和、楊逵、張我軍為中心〉，清華大學台灣文學所碩士論文，2006年。

### 論文集單篇論文
使用「台灣文史哲論文集篇目索引系統」查詢，到2011年10月3日為止，以這種雜誌為研究或談論對象的文章有：
- 楊雲萍，〈「人人」雜誌創刊前後〉，《南明研究與台灣研究》，台灣風物雜誌社，1993年出版。

### 期刊上的論文與評介文字
使用「台灣期刊論文索引系統」查詢，到2011年10月10日為止，還沒有一篇論文及評介文字，是以這種雜誌作為主要的研究對象，目前只找到一篇文章是以楊雲萍發表在該雜誌的詩作為研究對象。
- 高知遠，〈論楊雲萍文藝觀在其詩作上之實踐〉，2004年7月《文學前瞻》。

## 相關詞條
- 楊雲萍